# كريم خليلي

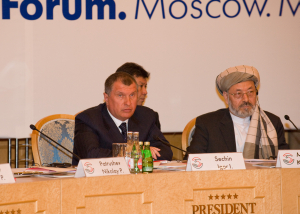
كريم خليلي مع نائب رئيس الوزراء الروسي ايغور سيتشين، 14 مايو، 2009 في موسكو.

كريم خليلي (بالفارسية: کریم خلیلی) هو نائب رئيس أفغانستان السابق في إدارة الرئيس حامد كرزاي. وهو واحدُ من أهم قادة حزب الوحدة الإسلامي الشيعي المتكون من الشيعة الهزارة.